# Matador

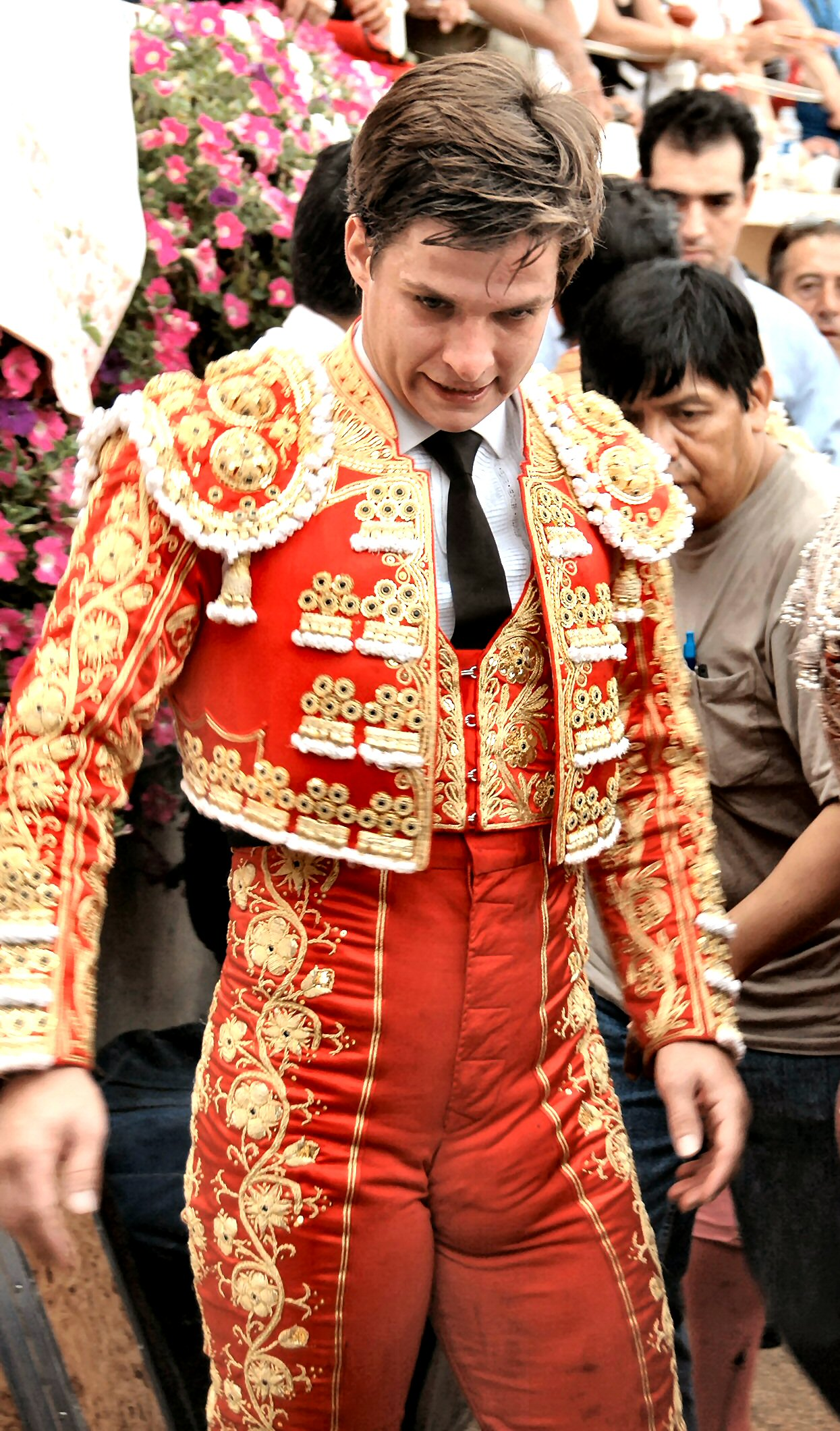
Matador

Matador (z hiszp. zadający śmierć) – główny zapaśnik w walce byków, który zadaje bykowi śmiertelny cios szpadą.